# حیاط ما
فیلم تلویزیونی حیاط ما (ارمنی: Մեր բակը) در سبک کمدی موزیکال به کارگردانی میکائیل دولاتیان و تهیه‌کنندگی گریگور نازاریان محصول سال ۱۹۹۷ میلادی کشور ارمنستان

## داستان
تمامی ماجراهای این فیلم تلویزیونی کمدی در حیاط یک مجتمع مسکونی در شهر ایروان اتفاق می‌افتد.

## بازیگران
- هراند توخاتیان
- آشوت قازاریان
- آرمن ژیگارخانیان
- لالا مناتساکانیان
- لوون شارافیان
- مارک ساقاتلیان
- هایکو مکو
- رافائل کوتانجیان
- آرمن خوستیکیان